# جورجينا لوي
جورجينا لوي (بالإنجليزية: Georgina Lowe)‏ هي منتجة تلفزيونية ومنتجة أفلام بريطانية، ولدت في يونيو 1962.

## وصلات خارجية
- جورجينا لوي على موقع IMDb (الإنجليزية)
- جورجينا لوي على موقع قاعدة بيانات الفيلم (الإنجليزية)